# Sergei Alexandrowitsch Ustjugow
Sergei Alexandrowitsch Ustjugow (russisch Сергей Александрович Устюгов; englisch Sergey Ustiugov; * 8. April 1992 in Meschduretschenski, Autonomer Kreis der Chanten und Mansen/Jugra, Oblast Tjumen) ist ein russischer Skilangläufer.

## Werdegang
Bei den Nordischen Junioren-Skiweltmeisterschaften 2011 und 2012 gewann Ustjugow insgesamt fünfmal Gold und einmal Silber. Im Januar 2013 feierte er dann sein Weltcupdebüt in La Clusaz, bevor er sich einige Tage später in Sotschi mit dem vierten Rang seinen ersten Top-Ten-Platz im Weltcup sicherte. Kurz darauf holte er als Schlussläufer der russischen Langlaufstaffel die Bronzemedaille bei den Nordischen Skiweltmeisterschaften 2013 im Val di Fiemme. In der Saison 2013/2014 konnte er in Davos mit einem dritten Rang im Freistilsprint seinen ersten Podestplatz und in Nové Město schließlich seinen ersten Weltcupsieg – ebenfalls im Freistilsprint – feiern. Bei den U23-Weltmeisterschaften 2014 in Val di Fiemme holte er Gold im Sprint und Silber über 15 km klassisch. Den fünften Platz belegte er bei den Olympischen Winterspielen 2014 in Sotschi im Sprint. Die Saison beendete er auf dem 11. Platz im Gesamtweltcup und dem sechsten Rang in der Sprintwertung.
In der Saison 2014/15 gewann Ustjugow in Otepää zusammen mit Alexei Petuchow im Teamsprint und belegte in Rybinsk den dritten Platz über 15 km Freistil sowie den zweiten Rang im Sprint. Bei den Nordischen Skiweltmeisterschaften 2015 in Falun kam er auf den 28. Rang über 15 km Freistil und den 16. Platz im Sprint. Die Saison beendete er auf dem sechsten Platz im Sprintweltcup und dem zweiten Rang in der U23-Wertung. Nach Platz 21 zu Beginn der Saison 2015/16 bei der Nordic Opening in Ruka errang er bei der Tour de Ski 2016 den dritten Platz. Dabei belegte bei den Sprintetappen in der Lenzerheide und in Oberstdorf jeweils den zweiten Platz. Beim folgenden Weltcup in Nové Město kam er mit dem dritten Platz über 15 km Freistil und dem zweiten Rang mit der Staffel erneut aufs Podest. Im Februar 2016 holte er in Falun im 15-km-Massenstartrennen seinen zweiten Weltcupsieg im Einzel. Zum Saisonende wurde er bei der Ski Tour Canada Zweiter in der Gesamtwertung. Dabei kam er fünfmal aufs Podium und holte zwei Siege. Er erreichte damit den sechsten Platz im Sprintweltcup, den fünften Rang im Distanzweltcup und den vierten Platz im Gesamtweltcup. Im März 2016 wurde er jeweils russischer Meister über 15 km klassisch und im Sprint.
Zu Beginn der Saison 2016/17 belegte Ustjugow bei der Weltcup-Minitour in Lillehammer den 35. Platz. Dabei errang er den dritten Platz über 10 km Freistil. Es folgte ein zweiter Platz in La Clusaz mit der Staffel und ein Sieg im Sprint in Davos. Bei der Tour de Ski 2016/17 gewann er fünf der sieben Etappen und kam einmal auf den zweiten Platz und erreichte damit den ersten Platz in der Gesamtwertung. Bei den folgenden Weltcups errang er Platzierungen außerhalb der Zehn. Mitte Februar 2017 kam er in Otepää mit dem dritten Platz im Sprint erstmals wieder aufs Weltcuppodest. Beim Saisonhöhepunkt den Nordischen Skiweltmeisterschaften 2017 in Lahti holte er jeweils die Silbermedaille im 50-km-Massenstartrennen, im Sprint und mit der Staffel und jeweils die Goldmedaille im Skiathlon und zusammen mit Nikita Krjukow im Teamsprint. Im März 2017 kam er in Drammen auf den dritten Platz im Sprint und erreichte zum Saisonende den siebten Platz im Distanzweltcup, den fünften Rang im Sprintweltcup und den zweiten Platz im Gesamtweltcup. Im selben Monat wurde er russischer Meister im Skiathlon, im Sprint und über 15 km Freistil. Im April 2017 gewann er den Ugra Ski Marathon über 50 km Freistil. Nach Platz 23 beim Ruka Triple zu Beginn der Saison 2017/18, errang er in Lillehammer den zweiten Platz im Sprint und in Davos den zweiten Platz über 15 km Freistil. Bei der Tour de Ski 2017/18, die er vorzeitig beendete, siegte er im Sprint in der Lenzerheide und belegte dort den zweiten Platz in der Verfolgung. Im Februar 2018 kam er beim Toblach–Cortina auf den dritten Platz über 50 km klassisch. Im folgenden Monat wurde er in Syktywkar russischer Meister im Skiathlon und im Sprint. Die Saison beendete er jeweils auf dem 12. Platz im Gesamtweltcup und Sprintweltcup und auf dem zehnten Rang im Distanzweltcup.
In der Saison 2018/19 kam Ustjugow in Ulricehamn mit der Staffel auf den zweiten Platz und bei der Tour de Ski 2018/19 auf den zweiten Platz. Dabei gewann er in Toblach die Etappe über 15 km Freistil und errang zudem jeweils zweimal den zweiten und dritten Platz. Beim Saisonhöhepunkt, den Nordischen Skiweltmeisterschaften 2019 in Seefeld in Tirol, holte er mit der Staffel die Silbermedaille. Die Saison beendete er auf dem 17. Platz im Distanzweltcup und auf den zehnten Rang im Gesamtweltcup. Zu Beginn der folgenden Saison errang er den zehnten Platz beim Ruka Triple, den zweiten Platz über 15 km Freistil in Davos und siegte in Lillehammer mit der Staffel. Bei der Tour de Ski 2019/20 belegte er mit zwei Siegen und drei zweiten Plätzen, den zweiten Platz und erreichte zum Saisonende jeweils den achten Platz im Gesamtweltcup und Distanzweltcup. Nachdem er sich im Oktober 2020 mit SARS-CoV-2 infiziert hatte, konnte er erst im Januar 2021 wieder an Rennen teilnehmen. Dabei kam er in Lahti auf den dritten Platz mit der Staffel. Bei den Nordischen Skiweltmeisterschaften im folgenden Monat in Oberstdorf wurde er Fünfter im Sprint. In der Saison 2021/22 errang er mit zwei zweiten Plätzen und einen dritten Platz den 19. Platz im Gesamtweltcup. Zudem wurde er in Lillehammer Zweiter mit der Staffel und siegte im Januar 2022 beim Pustertaler Ski-Marathon über 42 km Freistil. Beim Saisonhöhepunkt, den Olympischen Winterspielen 2022 in Peking, wurde er Achter im Sprint und holte mit der Staffel die Goldmedaille.

## Doping und Sperre
Das Internationale Olympische Komitee (IOC) hat Anfang 2018 entschieden, dass er für die Winterspiele 2018 gesperrt wird. Ausgelöst wurde die Sperre durch den McLaren-Bericht.

## Erfolge

### Siege bei Weltcuprennen

#### Weltcupsiege im Einzel
| Nr. | Datum             | Ort         | Disziplin                  |
| --- | ----------------- | ----------- | -------------------------- |
| 1.  | 11. Januar 2014   | Nové Město  | 1,6 km Sprint Freistil     |
| 2.  | 14. Februar 2016  | Falun       | 15 km Freistil Massenstart |
| 3.  | 11. Dezember 2016 | Davos       | 1,6 km Sprint Freistil     |
| 4.  | 8. Januar 2017    | Tour de Ski | Gesamtwertung              |

#### Etappensiege bei Weltcuprennen
| Nr. | Datum             | Ort         | Disziplin                      | Rennen               |
| --- | ----------------- | ----------- | ------------------------------ | -------------------- |
| 1.  | 1. März 2016      | Gatineau    | 1,7 km Sprint Freistil         | Ski Tour Canada 2016 |
| 2.  | 5. März 2016      | Québec      | 15 km Verfolgung Freistil 1    | Ski Tour Canada 2016 |
| 3.  | 31. Dezember 2016 | Val Müstair | 1,5 km Sprint Freistil         | Tour de Ski 2016/17  |
| 4.  | 1. Januar 2017    | Val Müstair | 10 km klassisch Massenstart    | Tour de Ski 2016/17  |
| 5.  | 3. Januar 2017    | Oberstdorf  | 20 km Skiathlon                | Tour de Ski 2016/17  |
| 6.  | 4. Januar 2017    | Oberstdorf  | 15 km Verfolgung Freistil 1    | Tour de Ski 2016/17  |
| 7.  | 6. Januar 2017    | Toblach     | 10 km Freistil Individualstart | Tour de Ski 2016/17  |
| 8.  | 30. Dezember 2017 | Lenzerheide | 1,5 km Sprint Freistil         | Tour de Ski 2017/18  |
| 9.  | 30. Dezember 2018 | Toblach     | 15 km Freistil Individualstart | Tour de Ski 2018/19  |
| 10. | 28. Dezember 2019 | Lenzerheide | 15 km Freistil Massenstart     | Tour de Ski 2019/20  |
| 11. | 31. Dezember 2019 | Toblach     | 15 km Freistil Individualstart | Tour de Ski 2019/20  |

#### Weltcupsiege im Team
| Nr. | Datum            | Ort         | Disziplin                        |
| --- | ---------------- | ----------- | -------------------------------- |
| 1.  | 18. Januar 2015  | Otepää      | 6 × 1,5 km Teamsprint Freistil 2 |
| 2.  | 8. Dezember 2019 | Lillehammer | 4 × 7,5 km Staffel 3             |

### Siege bei Continental-Cup-Rennen
| Nr. | Datum             | Ort         | Disziplin       | Serie              |
| --- | ----------------- | ----------- | --------------- | ------------------ |
| 1.  | 26. Dezember 2012 | Krasnogorsk | 15 km Freistil  | Eastern Europe Cup |
| 2.  | 23. Dezember 2013 | Krasnogorsk | Sprint Freistil | Eastern Europe Cup |
| 3.  | 20. Dezember 2014 | Hochfilzen  | 10 km klassisch | Alpencup           |

### Siege bei Worldloppet-Cup-Rennen
Anmerkung: Vor der Saison 2015/16 hieß der Worldloppet Cup noch Marathon Cup.
| Nr. | Datum         | Ort             | Rennen            | Disziplin                  |
| --- | ------------- | --------------- | ----------------- | -------------------------- |
| 1.  | 8. April 2017 | Chanty-Mansijsk | Ugra Ski Marathon | 50 km Freistil Massenstart |

## Teilnahmen an Weltmeisterschaften und Olympischen Winterspielen

### Olympische Spiele
- 2014 Sotschi: 5. Platz Sprint Freistil
- 2022 Peking: 1. Platz Staffel, 8. Platz Sprint Freistil

### Nordische Skiweltmeisterschaften
- 2013 Val di Fiemme: 3. Platz Staffel, 47. Platz 15 km Freistil
- 2015 Falun: 16. Platz Sprint klassisch, 28. Platz 15 km Freistil
- 2017 Lahti: 1. Platz Teamsprint klassisch, 1. Platz 30 km Skiathlon, 2. Platz Sprint Freistil, 2. Platz Staffel, 2. Platz 50 km Freistil Massenstart
- 2019 Seefeld in Tirol: 2. Platz Staffel, 9. Platz 30 km Skiathlon
- 2021 Oberstdorf: 5. Platz Sprint klassisch

## Platzierungen im Weltcup

### Weltcup-Statistik
Die Tabelle zeigt die erreichten Platzierungen im Einzelnen.
- 1.–3. Platz: Anzahl der Podiumsplatzierungen
- Top 10: Anzahl der Platzierungen unter den ersten zehn
- Punkteränge: Anzahl der Platzierungen innerhalb der Punkteränge
- Starts: Anzahl gelaufener Rennen in der jeweiligen Disziplin
- Hinweis: Bei den Distanzrennen erfolgt die Einordnung gemäß FIS.

| Platzierung               | Distanzrennen a | Distanzrennen a | Distanzrennen a | Distanzrennen a | Distanzrennen a | Skiathlon Verfolgung | Sprint | Etappen- rennen b | Gesamt | Team   | Team    |
| Platzierung               | ≤ 5 km          | ≤ 10 km         | ≤ 15 km         | ≤ 30 km         | > 30 km         | Skiathlon Verfolgung | Sprint | Etappen- rennen b | Gesamt | Sprint | Staffel |
| ------------------------- | --------------- | --------------- | --------------- | --------------- | --------------- | -------------------- | ------ | ----------------- | ------ | ------ | ------- |
| 1. Platz                  |                 | 2               | 4               |                 |                 | 3                    | 5      | 1                 | 15     | 1      | 1       |
| 2. Platz                  |                 |                 | 4               |                 |                 | 6                    | 6      | 3                 | 19     |        | 4       |
| 3. Platz                  |                 | 1               | 5               |                 |                 |                      | 5      | 1                 | 12     |        | 1       |
| Top 10                    |                 | 6               | 23              | 1               | 1               | 14                   | 30     | 7                 | 82     | 1      | 9       |
| Punkteränge               | 1               | 7               | 38              | 2               | 1               | 24                   | 47     | 10                | 130    | 3      | 10      |
| Starts                    | 1               | 9               | 41              | 2               | 2               | 29                   | 54     | 13                | 151    | 3      | 10      |
| Stand: Saisonende 2021/22 |                 |                 |                 |                 |                 |                      |        |                   |        |        |         |

### Weltcup-Gesamtplatzierungen
| Saison  | Gesamt | Gesamt | Distanz | Distanz | Sprint | Sprint |
| Saison  | Punkte | Platz  | Punkte  | Platz   | Punkte | Platz  |
| ------- | ------ | ------ | ------- | ------- | ------ | ------ |
| 2012/13 | 95     | 55.    | 3       | 102.    | 92     | 23.    |
| 2013/14 | 480    | 11.    | 68      | 46.     | 274    | 6      |
| 2014/15 | 297    | 26.    | 76      | 44.     | 221    | 6.     |
| 2015/16 | 1479   | 4.     | 605     | 5.      | 294    | 6.     |
| 2016/17 | 1176   | 2.     | 454     | 7.      | 322    | 5.     |
| 2017/18 | 560    | 12.    | 388     | 10.     | 156    | 12.    |
| 2018/19 | 633    | 10.    | 258     | 17.     | 55     | 35.    |
| 2019/20 | 908    | 8.     | 435     | 8.      | 101    | 19.    |
| 2020/21 | 163    | 39.    | 73      | 39.     | 90     | 18.    |
| 2021/22 | 315    | 19.    | 212     | 12.     | 103    | 21.    |